# Henryk I jaworski

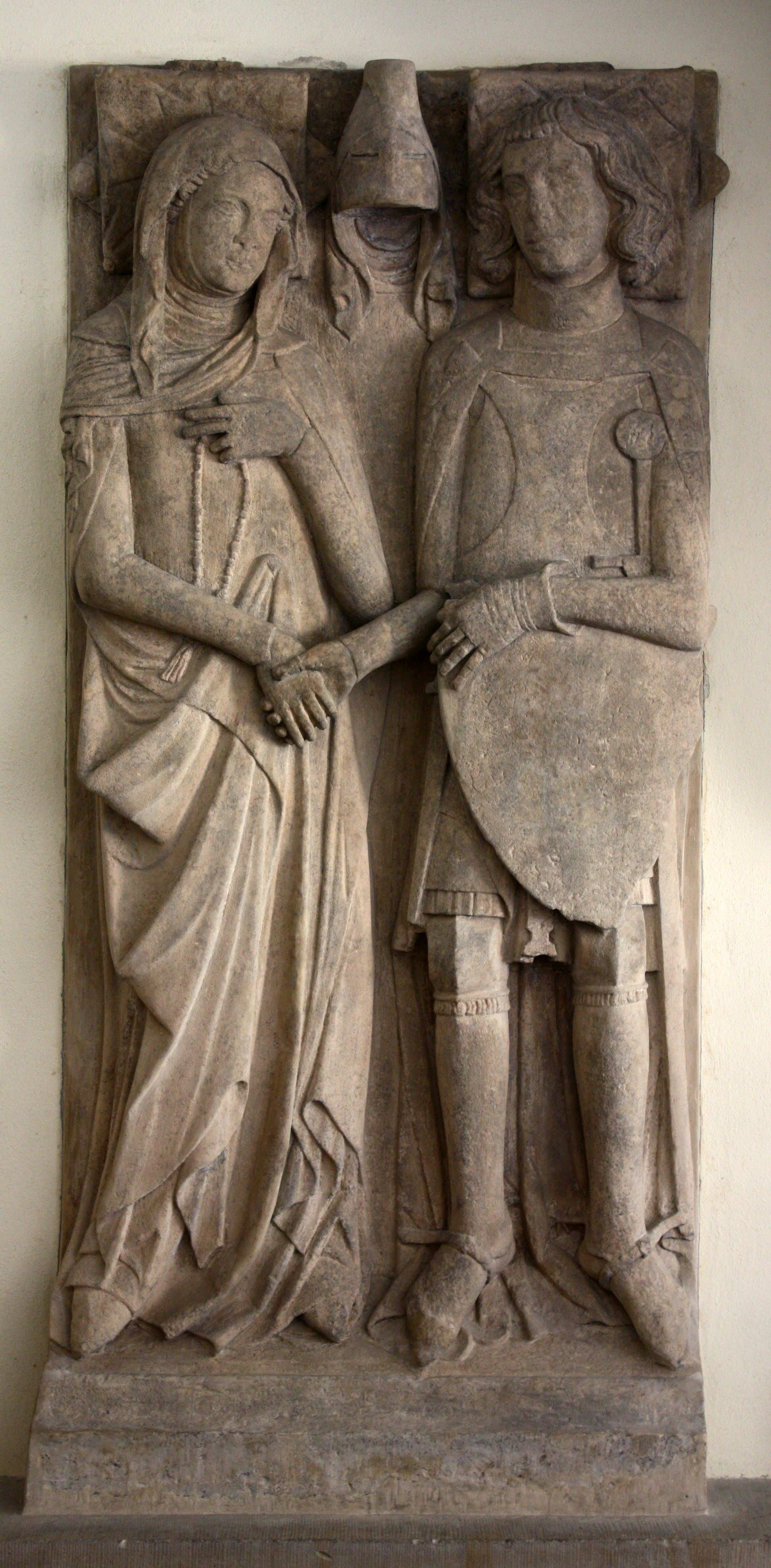
Lwówek Śląski, domniemana płyta nagrobna Agnieszki i Henryka I jaworskiego

Henryk I jaworski (ur. między 1292 a 1296, zm. między 6 marca a 15 maja 1346) – książę jaworsko-świdnicki od 1301, w wyniku podziału od 1312 książę jaworski, w latach 1319–1329 we wschodnich Łużycach ze Zgorzelcem (do 1337 w Przewozie), od 1329 w Hradcu Kralove (dożywotnio), od 1337 w Głogowie i Kątach Wrocławskich.

## Życiorys
Henryk był trzecim pod względem starszeństwa (drugim, który dożył wieku sprawnego) synem Bolka I świdnickiego i Beatrycze brandenburskiej. W chwili śmierci ojca w 1301 r. był jeszcze małoletni, w związku z czym znalazł się pod opieką matki i jej brata margrabiego brandenbuskiego Hermana.
Od 1307 r. w związku z osiągnięciem wieku uznawanego za sprawny przez starszego brata Bernarda Henryk stał się jego formalnym współrządcą. Na własną dzielnicę – Jawor z okręgiem czekał do 1312 r.
Henryk I wzorem ojca i brata Bernarda samodzielne rządy starał się prowadzić tak, by nie popaść w zależność lenną któregoś z potężnych sąsiadów. W tym celu Henryk związał się z opozycją antyluksemburską tj. z wdową po Wacławie II, córką króla polskiego Przemysła II, królową czeską i polską Ryksą Elżbietą i potężnym magnatem (jej kochankiem) Henrykiem z Lipy. W 1316 Ryksa Elżbieta, wbrew woli króla czeskiego Jana Luksemburskiego, wydała swoją jedyną córkę Agnieszkę za mąż za księcia jaworskiego, co uczyniło z Henryka potencjalnego konkurenta króla Jana do korony czeskiej. Wkrótce po tym wydarzeniu wojska Piastowicza zajęły za zgodą Ryksy Elżbiety jej oprawę wdowią z Hradcem na czele, skąd organizował wyprawy wspierające buntowników przeciwko królowi czeskiemu.
Do porozumienia z Janem Luksemburskim doszło dwa lata później, dzięki mediacji króla rzymskiego Ludwika Bawarskiego – Ryksa Elżbieta zdecydowała się wtedy sprzedać swoje uposażenie Luksemburgowi.
W 1319 r. na Waldemarze Wielkim wymarła panująca od XII w. w Brandenburgii dynastia askańska. Z pretensjami do spadku po nich, jako najbliższy krewny po matce wystąpił Henryk jaworski zajmując zbrojnie wschodnią część Łużyc Górnych ze Zgorzelcem. Jednocześnie zachodnią część dzielnicy z Budziszynem zajął Jan Luksemburski. Podział ten został zaakceptowany przez formalnego suwerena tych ziem króla rzymskiego Ludwika Bawarskiego. Z utratą części Łużyc Górnych nie mógł się jednak pogodzić król czeski, w związku z czym w sierpniu i we wrześniu 1319 r. doszło nawet do krótkiej wojny o sporne terytorium zakończonej układem z 22 września gwarantującym status quo w dzielnicy.
Do sprawy podziału Łużyc Jan Luksemburski powrócił dziesięć lat później, kiedy z nieznanych przyczyn mieszkańcy Zgorzelca poprosili króla o przyłączenie dzielnicy do korony czeskiej. Doszło wówczas do układu – Henryk ostatecznie rezygnował z Łużyc, w zamian za co otrzymał od Jana w dożywotnie władanie Hradec Kralowe i Trutnov.
Po 1329 r. przy księciu jaworskim pozostała część dzielnicy łużyckiej z Lubaniem, Żytawą i Przewozem. Miejscowości te Henryk zatrzymał do 1337 r., kiedy to na mocy układu zawartego 4 stycznia we Wrocławiu wymienił je na możliwość dożywotniego władania w księstwie głogowskim. Dzięki temu porozumieniu Henryk stał się też niezależnym sprzymierzeńcem korony czeskiej, co uczyniło z niego najpotężniejszego księcia piastowskiego na Śląsku. Współpraca z Luksemburgami zaowocowała jeszcze w 1337 otrzymaniem w zastaw Kątów Wrocławskich.
Małżeństwo Henryka z Agnieszką (zmarłą zapewne w 1336 r.) okazało się bezdzietne. Ślub zawarty został formalnie w 1316 r., choć konieczną z powodu bliskiego pokrewieństwa między małżonkami (w czwartym stopniu) zgodę papieską uzyskano dopiero siedem lat później. Nie mając następców Henryk zawarł formalny układ o przeżycie ze znacznie młodszym bratankiem Bolkiem II, co umożliwiło krewnemu kontynuację tradycji polityki niezależnej względem Czech.
Henryk I jaworski zmarł pomiędzy 6 marca a 15 maja 1346 r. i został pochowany w kościele cysterskim w Krzeszowie. Według innego poglądu zachowana w ratuszu w Lwówku Śląskim płyta wierzchnia z nagrobka tumbowego (tzw. rycerz i zakonnica) pochodzi z nagrobka Henryka i jego żony. Wcześniej znajdowała się ona w kościele franciszkanów w Lwówku.